# Battaglia dei forti di Taku (1859)
La battaglia dei forti di Taku del 1859, o seconda battaglia dei forti di Taku (第二次大沽口之戰T), fu un fallito tentativo anglo-francese di impadronirsi dei forti di Taku lungo il fiume Hai He a Tientsin. Ebbe luogo nel giugno 1859 durante la seconda guerra dell'oppio. Un piroscafo americano noleggiato arrivò sul posto e diede assistenza ai francesi e agli inglesi nel loro tentativo di conquistare i forti.

## Contesto
Dopo la prima battaglia dei forti di Taku del 1858, l'imperatore Xianfeng nominò il generale mongolo Sengge Rinchen responsabile della difesa costiera. Sengge Rinchen, che proveniva da una antica stirpe (era il discendente di 26ª generazione di Qasar, un fratello di Gengis Khan), si dedicò completamente al compito affidatogli, riparando e migliorando le difese costiere in vista dell'arrivo degli inglesi.
Una seconda barriera, più robusta, fu posata attraverso il fiume per limitare ulteriormente il movimento delle navi britanniche. Questa seconda barriera era costituita da tronchi d'albero uniti da pesanti catene. Davanti alle mura dei forti vennero scavate due file di fossati, riempiti di acqua e fango, e una abbattuta di punte di ferro fu posta immediatamente alle loro spalle. Infine, Sengge Rinchen si assicurò che i difensori cinesi fossero addestrati ed equipaggiati per resistere sia alle navi sia alle truppe da sbarco nemiche.

## La battaglia

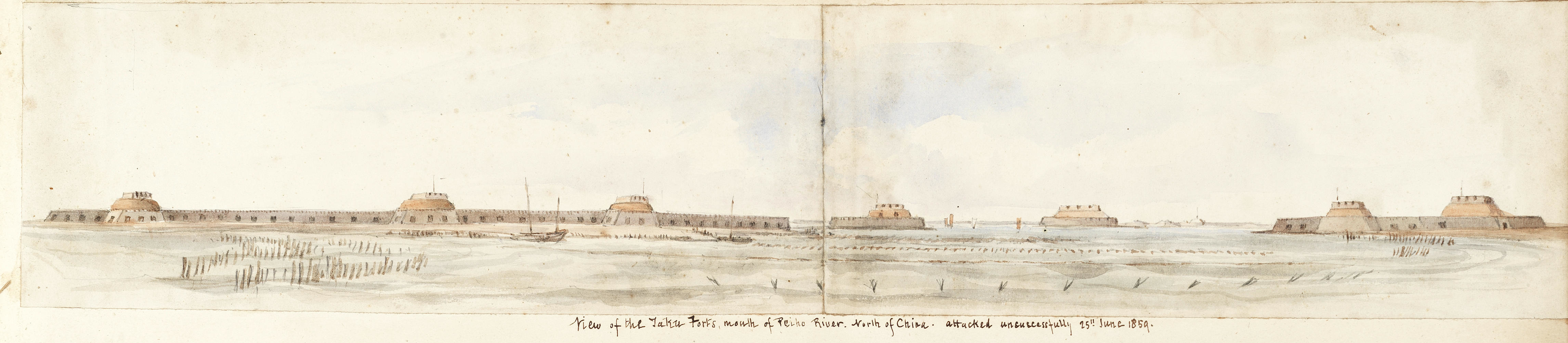
Vista dei forti di Taku, alla foce del fiume Heng He, il

La mattina del 25 giugno 1859 gli inglesi poterono constatare che le difese dei forti cinesi erano state migliorate rispetto all'anno precedente. Parve loro che non sembravano esserci molti difensori: non videro le bandiere e i gong che avrebbero potuto indicare un'imminente battaglia e notarono che le bocche dei cannoni erano coperte da stuoie. Gli informatori locali riferirono che il forte era presidiato solo da una guarnigione ridotta all'osso. Quando spezzarono la prima barriera, gli inglesi non incontrarono alcuna resistenza e tentarono quindi di spezzare la seconda barriera con la loro nave ammiraglia, il Plover, come avevano fatto con successo l'anno precedente. Questa volta, però, la pesante barriera fermò la cannoniera britannica.
Mentre l'avanzata della flotta britannica si arrestava, le stuoie furono rimosse dalle bocche dei cannoni, che aprirono il fuoco. La prima salva decapitò il cannoniere di prua del Plover. Sotto il fuoco pesante del forte, la nave esplose ed affondò: di tutto l'equipaggio si salvò un solo uomo. Anche il resto della flotta britannica fu colpito: due navi furono costrette ad arenarsi e altre due furono affondate a cannonate. Altre tentarono di ritirarsi mentre i cannoni più piccoli del forte colpivano i loro ufficiali e uomini sparando dalla riva.
Nella serata, quando il ritmo del fuoco dei cannoni cinesi finalmente rallentò, i britannici decisero di far intervenire le loro forze di riserva e di lanciare le squadre da sbarco per un assalto diretto. La forza della corrente del fiume Hai He richiedeva una nave per rimorchiare le barche della fanteria, altrimenti i soldati si sarebbero esauriti a forza di remare prima di raggiungere la terraferma. Il capitano Josiah Tattnall III, al comando del piroscafo Toey-Wan, che a sua volta stava tentando di navigare oltre i forti, decise di prestare assistenza e rimorchiò diverse barche cariche di truppe. Questo atto di assistenza militare fu una violazione della neutralità tra Stati Uniti e Cina.
Lo sbarco era stato ritardato così a lungo che le squadre di sbarco britanniche furono costrette a scendere a terra con la bassa marea, a centinaia di metri dalle mura dei forti cinesi. I fanti di marina britannici rimasero bloccati sulle sponde fangose del fiume, dove furono massacrati dai cannoni cinesi. Gli inglesi che riuscirono a raggiungere le trincee le trovarono piene di una miscela di fango e acqua troppo liquida per camminare e troppo densa per nuotare. Le munizioni si inzupparono e i fanti di marina restarono esposti al fuoco.
Al calar della notte, coloro che erano riusciti a raggiungere le mura del forte si ritrovarono intrappolati sotto di esse. I difensori appendevano fuochi d'artificio su lunghi pali che facevano sporgere oltre il bordo delle mura, così da illuminare gli attaccanti e renderli visibili agli arcieri che li sovrastavano. Una barca riuscì a raccogliere un piccolo numero di feriti, ma, colpita da un preciso colpo di cannone, si spezzò in due e affondò, facendo annegare tutti i passeggeri a bordo.
All'alba del mattino successivo, oltre quattrocento britannici erano morti o feriti, compresi ventinove ufficiali. Le perdite cinesi furono segnalate come minime.

## Conseguenze
Un interprete e missionario americano di nome Samuel Wells Williams scrisse che questa era forse stata la peggiore sconfitta subita dagli inglesi dopo la ritirata da Kabul del 1842. Uno dei sopravvissuti alla battaglia dichiarò che avrebbe preferito rivivere per tre volte la battaglia di Balaklava, con la sua disastrosa carica della brigata leggera, piuttosto che vivere quello che avevano appena subito per opera di Sengge Rinchen ai forti di Taku.
Sengge Rinchen si rallegrò della sua meritata vittoria e scrisse all'imperatore che, sebbene gli inglesi e i loro alleati sarebbero potuti tornare con altre navi, con una o due ulteriori vittorie "l'orgoglio e la vanagloria dei barbari, già messi a dura prova, scompariranno immediatamente". L'imperatore restò cauto, affermando che gli stranieri "potrebbero nutrire progetti segreti e nascondersi nelle isole vicine, in attesa dell'arrivo di altri soldati e di altre navi, per un attacco a sorpresa nella notte o durante una tempesta".

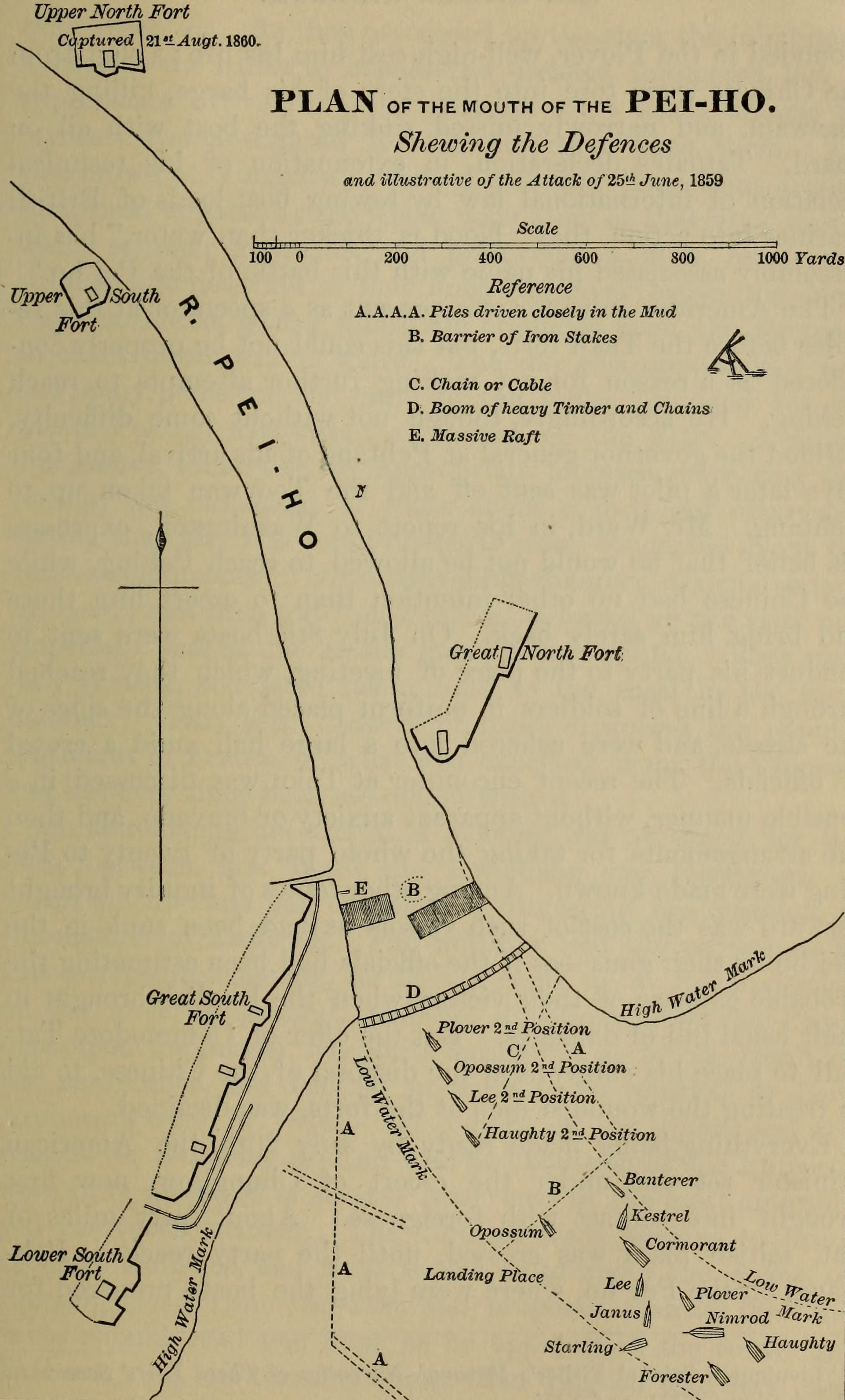
Mappa dell'attacco del 25 giugno 1859
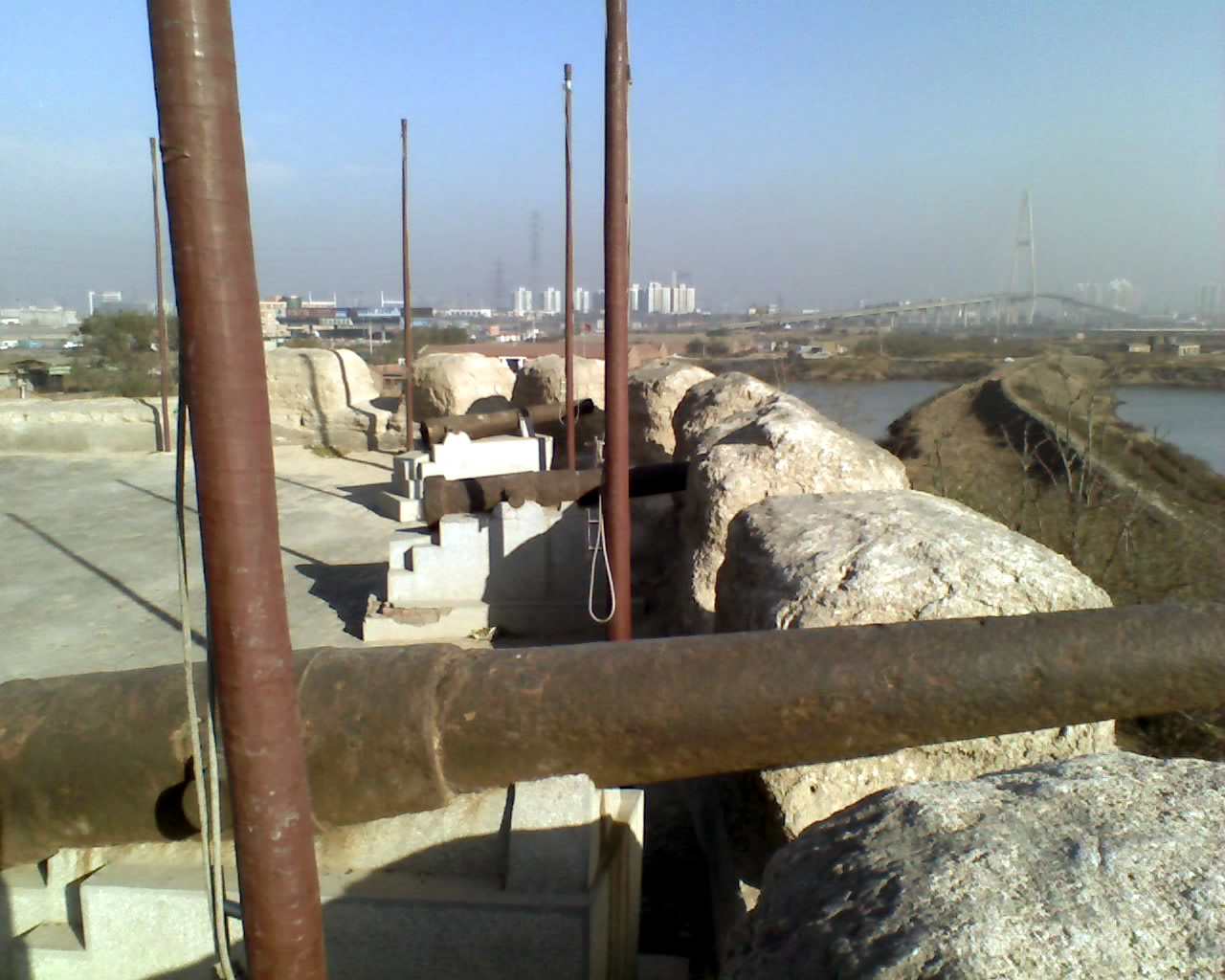
Una batteria dei forti di Taku
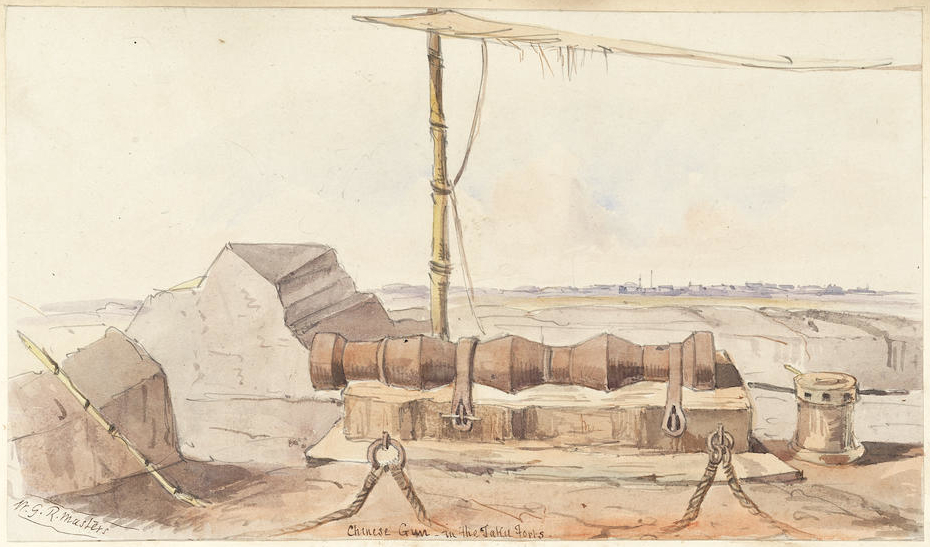
Cannone cinese nei forti di Taku